# Обыкновенная белозубка
Обыкновенная белозубка, или домовая землеройка. (лат. Crocidura russula) — землеройка из рода Белозубки, встречается в Европе и Северной Африке. Это самая обычная из землероек-белозубок в Западной Европе.

## Ареал
Этот вид встречается в Средиземноморье, Нидерландах, Бельгии, Германии и Португалии и в селе Левокумском Ставропольского края. Crocidura osorio с канарского острова Гран-Канария первоначально была описана как отдельный вид, но позже было показано, что в действительности это популяция интродуцированной обыкновенной белозубки.  Кроме того, на средиземноморском острове Ивиса обитает подвид обыкновенной белозубки, Crocidura russula ibicensis. В апреле 2008 года интродуцированная популяция обыкновенной белозубки была обнаружена в Ирландии, где этот вид вытесняет местный подвид малой бурозубки.В мае 2023 была обнаружена в России, а именно в селе Левокумском, которое находится между Буденновском и Нефтекумском, на левом берегу реки Кумы.

## Описание
Длина тела — 7,5—11 см, хвоста — 3,5—5 см (меньше половины длины тела). Окраска буровато-серая (в том числе снизу), хвост одноцветный. Этот вид немного крупнее малой белозубки, но в остальном очень похож, и его  можно отличить только при внимательном рассмотрении особенностей строения его неокрашенных зубов.
Живёт на сырых вейниковых лугах и болотах, в зарослях кустарников по берегам рек.

## Комментарии
1. ↑  В. Е. Соколов в "Пятиязычном словаре названий животных. Млекопитающие" приводит название этого вида длиннохвостая белозубка[1]. Это связано с тем, что в 1960-е - 1970-е годы ряд зарубежных авторов относил длиннохвостую белозубку  (Crocidura gueldenstaedtii) к подвидам обыкновенной Crocidura russula gueldenstaedtii. В действительности это название закрепилось только за длиннохвостой бурозубкой, обитающей на Кавказе, где обыкновенная не встречается.